# Henri Boneff

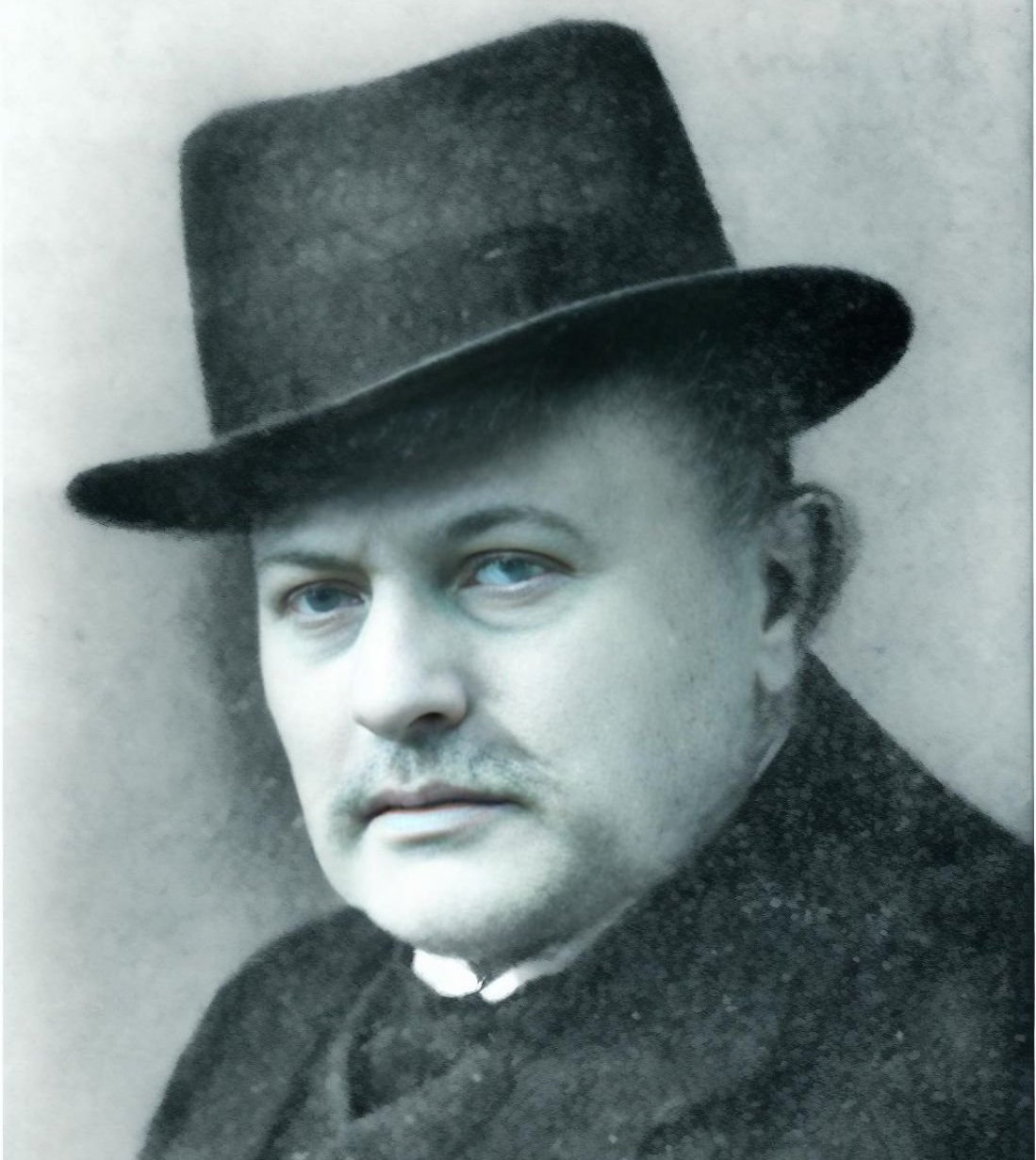
Henri Boneff

Henri Boneff (geb. 1. September 1851 in Bern; gest. 31. Mai 1930 ebenda) war ein Kaufmann und langjähriger Präsident der Israelitischen Kultusgemeinde Bern.
Naftali Henri Boneff stammte aus einer aus Oberdorf (Elsass) nach Bern abgewanderten Familie, die 1871 in Strättligen eingebürgert wurde. Die Einreichung des Einbürgerungsgesuchs der seit mehr als 20 Jahren in der Stadt Bern ansässigen Familie erfolgte, nachdem das Elsass von Frankreich abgetrennt worden war. Naftali Boneff war der Sohn von Abraham Boneff (1819–1884), Pferdehändler in Bern. Laut Eintragungen im Adressbuch der Stadt Bern war Abraham Boneff Präsident der Israelitischen Corporation, die 1867 konstituiert wurde, und der Mutter Sara Boneff (1828–1894). Der Bruder Achille (1853–1916) war ebenfalls Pferdehändler und von 1895 bis 1897 Präsident der israelitischen Kultusgemeinde Bern. Weitere Geschwister waren Mathias Boneff (1857–1911), der als Weinhändler tätig war, und Julie Bernheim-Boneff (1860–1937).

## Leben

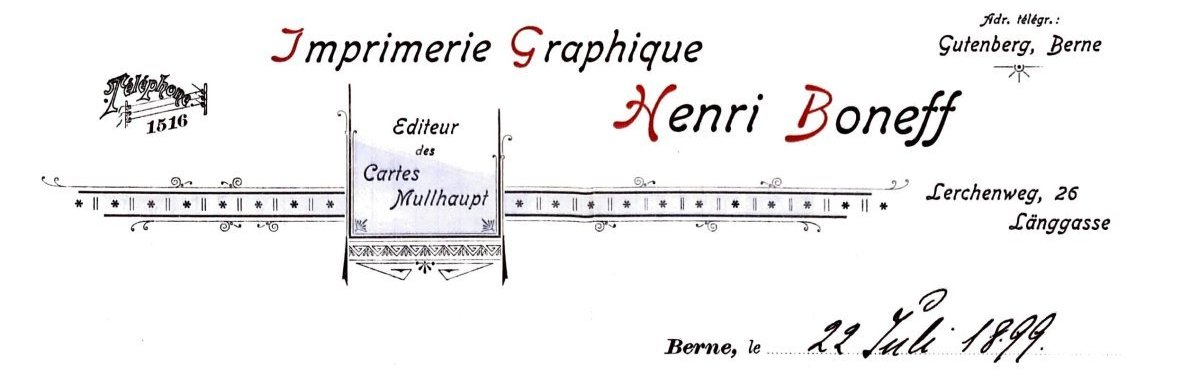
Briefkopf der Imprimerie Graphique Henri Boneff (1899)

Am 1. September 1851 in Bern geboren, durchlief Henri Boneff in Bern die Schulen. Anschliessend sei er in gehobener Stellung als Sekretär des Hauses von Jakob Rothschild in Paris tätig gewesen, wo er hohes Ansehen und uneingeschränktes Vertrauen genossen habe.
Nach 25-jähriger Tätigkeit zog er zurück nach Bern, wo er zunächst, hauptsächlich um tätig zu sein und sich geistig zu beschäftigen, einen Landkartenverlag betrieb. Im Briefkopf der Firma Imprimerie Graphique Henri Boneff, die sich am Lerchenweg 26 in Bern befand, bezeichnete sich diese auch als Editeur des cartes Mullhaupt. 1900 beschickte Boneff eine Kartenausstellung mit Karten von Friedrich Müllhaupt. Am 7. Januar 1901 teilte Henri Boneff den neu erschienenen Historischen Atlas von Louis Poirier-Delay und Friedrich Müllhaupt im Börsenblatt mit. Die Firma hinterlegte auch Muster von illustrierten Postkarten beim Eidgenössischen Amt für geistiges Eigentum.
1900 wurde Boneff in der Jahresrechnung des Schweizerischen Friedensverein für den Druck des Jahresberichts 1898, für den Druck von Flugblättern sowie für eine Publikation von Ducommun aufgeführt. Er nahm wiederholt als Delegierter der Sektion Bern an den Delegiertenversammlungen des Schweizerischen Friedensverein teil und habe die französischsprachige Zeitschrift „Les Etats unis d'Europe“, das Sprachrohr der „Ligue internationale de la paix“ herausgegeben und so schon damals für den volkerverbrüdernden Gedanken, der im Völkerbund seinen Niederschlag gefunden hat, gewirkt.
In der Imprimerie Graphique wurden 1899 auch das Buch des späteren Friedensnobelpreisträgers Élie Ducommun Précis historique du mouvement en faveur de la paix und die Dissertation des ersten Präsidenten von Israel, Chaim Weizmann, gedruckt. Von 1903 bis 1913 war Boneff auch in den Mitgliederverzeichnissen der Geographischen Gesellschaft von Bern verzeichnet.
Mit dem Beginn des 20. Jahrhunderts zog sich Henri Boneff von allen geschäftlichen Betätigungen zurück. 1903 verkaufte er die Firma, möglicherweise an die Buchdruckerei W. Wälchli an der gleichen Adresse. Er widmete sich fortan der israelitischen Kultusgemeinde sowie den Armen- und den wohltätigen Anstalten. Henri Boneff gehörte 1904 zu den Gründern des Schweizerischen israelitischen Gemeindebundes, dessen Zentralkomitee er bis zuletzt zugehörte. Unter seiner Leitung wurde die 1906 eingeweihte neue Synagoge an der Kapellenstrasse errichtet. An der Vereinsversammlung vom 25. Dezember 1906 wurde Henri Naphtali Boneff als Präsident in den Vorstand der Israelitischen Kultusgemeinde gewählt. Der Kultusverein der Israeliten der Stadt Bern änderte in den Vereinsversammlungen vom 25. Dezember 1907 und 5. Januar 1908 seine Statuten ab. Der Vereinsname wurde in Israelitische Kultusgemeinde Bern abgeändert. 1916 wurde Henri Boneff als Vizepräsident des neugegründeten Komitees Pro Causa Judaica genannt. 1917 wurde er als Mitglied der Kommission für Jüdische Volkskunde kooptiert. Aus dem Jahr 1923 sind Statuten der Israelitischen Kultusgemeinde überliefert. 1929 wurde die neue Abdankungshalle auf dem israelitischen Friedhof erbaut. Henri Boneff gehörte auch dem Vorstand des israelitischen Altersasyls in Lengnau, wie auch den Komitees des israelitischen Spitals und des israelitischen Waisenhauses in Basel an. In seinen letzten Jahren war Henri Boneff an der Gutenbergstrasse 20 in Bern wohnhaft, wo auch die Witwe seines Bruders Achille, Clémence Boneff-Bader, wohnte und ihn pflegte und betreute. 1929 trat Henri Naphtalie Boneff als Käufer dieser Liegenschaft auf.
Henri Boneff starb am 31. Mai 1930 in Bern im Alter von 79 Jahren. Die Beisetzung erfolgte am 4. Juni 1930 auf dem Jüdischen Friedhof in Bern. An seiner Beerdigung waren fast sämtliche israelitischen Gemeinden der Schweiz durch Delegationen vertreten. Bei der Grabsteinlegung am 6. September 1931 wurde hervorgehoben, dass das Andenken des hier Schlummernden in der Gemeinde unvergesslich bleibe.